# Vrbovo
Vrbovo es una localidad de Croacia en el municipio de Hrašćina, condado de Krapina-Zagorje.

## Geografía
Se encuentra a una altitud de 141 m s. n. m. a 54,1 km de la capital nacional, Zagreb.

## Demografía
En el censo 2011, el total de población de la localidad fue de 291 habitantes.
| Población a través de los años | Población a través de los años | Población a través de los años | Población a través de los años | Población a través de los años | Población a través de los años | Población a través de los años | Población a través de los años | Población a través de los años | Población a través de los años | Población a través de los años | Población a través de los años | Población a través de los años | Población a través de los años | Población a través de los años | Población a través de los años |
| ------------------------------ | ------------------------------ | ------------------------------ | ------------------------------ | ------------------------------ | ------------------------------ | ------------------------------ | ------------------------------ | ------------------------------ | ------------------------------ | ------------------------------ | ------------------------------ | ------------------------------ | ------------------------------ | ------------------------------ | ------------------------------ |
| 1857                           | 1869                           | 1880                           | 1890                           | 1900                           | 1910                           | 1921                           | 1931                           | 1948                           | 1953                           | 1961                           | 1971                           | 1981                           | 1991                           | 2001                           | 2011                           |
| 122                            | 281                            | 287                            | 336                            | 463                            | 575                            | 656                            | 827                            | 865                            | 825                            | 778                            | 663                            | 521                            | 411                            | 348                            | 291                            |

### Etnias 1991.
En el censo de 1991 Vrbovo tenía 411 habitantes, así estaba distribuido:
| Etnias en Vrbovo | Etnias en Vrbovo | Etnias en Vrbovo | Etnias en Vrbovo | Etnias en Vrbovo |
| ---------------- | ---------------- | ---------------- | ---------------- | ---------------- |
| Etnias           | Etnias           |                  | Porcentaje       | Porcentaje       |
| Croatas          | Croatas          |                  | 99.75%           | 99.75%           |
| Otros            | Otros            |                  | 0.24%            | 0.24%            |